# Флюг, Давид
Давид Флюг (нидерл. David Vlugh; 1611 — 7 июня 1673) — нидерландский контр-адмирал XVII века.
В 1639 году, во время сражения у Даунса, он был назначен лейтенантом Адмиралтейства Западной Фрисландии. Затем в 1640, 1641 и 1642 годах он служил на флоте лейтенант-адмирала Мартена Тромпа, который устраивал ежегодную блокаду Дюнкерка из-за действий дюнкеркских корсаров. В то время флоту стали уделять всё меньше внимания, и Флюг ушёл, чтобы найти работу в торговом флоте, которая у тому же намного лучше оплачивалась. Он, видимо, не участвовал в Первой англо-голландской войне; участие не было обязательным, не было никакого призыва на военную службу, а закон запрещал вербовку.
В 1658 году Флюг ещё раз косвенно участвовал в морских сражениях, поскольку он участвовал в качестве шкипера баржи в сражении в Эресунне против Швеции; в 1659 году он в том же качестве под началом вице-адмирала де Рюйтера принимал участие в освобождении датских островов, наряду с Фредериком Стахауэром, Виллемом Йозефом ван Гентом и Волкертом Схрамом, чьим приёмным сыном он был.
В 1665 году Республика потерпела тяжелое поражение в Лоустофтском сражении в начале Второй англо-голландской войны. Теперь появились большие возможности для карьеры; Флюг был назначен капитаном нового корабля Wapen van Nassau. На нём он и бился в Четырёхдневном сражении. Когда де Рюйтер, казалось, безнадежно попал в ловушку в сражении в день Святого Иакова, Флюг был одним из тех капитанов, которые твёрдо противостояли англичанам, пока голландский флот не прошёл через фламандские мели, чтобы отступить в безопасности. По этому случаю он получил повышение 24 августа 1666 года до контр-адмирала. Во время рейда на Медуэй в 1667 году он командовал тяжёлыми кораблями в эскадре ван Гента на своём флагмане Wapen van Utrecht (72 орудий). Этот отряд бомбардировал английские батареи фортов. За своё участие в рейде он получил от Генеральных Штатов почётную золотую цепь.
Во время Третьей англо-голландской войны он в 1672 году принимал участие в сражении при Солебее на флагманском корабле Wapen van Enkhuizen. В 1673 году он был убит в Первом сражении при Схооневелте, будучи командиром отряда третьей эскадры. Он похоронен в Вестеркерк в Энкхёйзене, вместе с убитыми в том же бою его приёмным отцом Волкертом Схрамом и контр-адмиралом Фредериком Стахауэром.